# Amt Schönberger Land
L'Amt Schönberger Land est un Amt de l'arrondissement du Mecklembourg-du-Nord-Ouest dans le land de Mecklembourg-Poméranie-Occidentale, dans le Nord de l'Allemagne.

## Communes
1. Dassow
2. Grieben
3. Groß Siemz
4. Lockwisch
5. Lüdersdorf
6. Menzendorf
7. Niendorf
8. Papenhusen
9. Roduchelstorf
10. Schönberg
11. Selmsdorf